# Fontána pro Zuzanu
Fontána pro Zuzanu (slov. Fontána pre Zuzanu) je československý hudební film natočený podle románu Eleonory Gáspárové. Hudbu k filmu složil Vašo Patejdl. Kromě Patejdla ve filmu pěvecky účinkují i Oľga Záblacká, Jožo Ráž, Robo Grigorov a Silvia Slivová. Robo Grigorov je kromě toho také hercem a ztvárňuje jednu z vedlejších postav.
Fontána z filmu stojí na Kupeckého ulici v Bratislavě.
Příběh Fontány pro Zuzanu inspiroval stejnojmenný muzikál, který měl svou premiéru v říjnu 2008.

## Obsazení
| Eva Vejmělková    | Zuzana Petrová                |
| Jiří Bábek        | Olino Zrubec                  |
| Katarína Šugarová | Bela Strinková                |
| Jana Svobodová    | Maja Petrová (Zuzčina sestra) |
| Jana Holeňová     | Čerkeska                      |
| Ondřej Malý       | Bohuš                         |
| Miloslav Holub    | Domorák                       |
| Ferdinand Krůta   | děda Zrubec                   |
| Slavo Záhradník   | otec Zrubec                   |
| Sylvia Turbová    | Zuzčina matka                 |
| Vladimír Kratina  | Zuzčin otec                   |
| Marek Bezoušek    | Števo                         |
| André Vícha       | Picasso                       |
| Dagmar Pušová     | matka Strinková               |
| Robo Grigorov     | Viki                          |
| Ivan Bališ        | Deni                          |
| Vilma Jamnická    | Cilka                         |
| Libuše Šedivá     | Milka                         |
| Eduard Krajčír    | Džeri                         |
| Ján Géc           | kartář                        |
| Miroslav Igaz     | kartář                        |

## Produkce
- Architekt: Miloš Kalina
- Návrhy kostýmů: Ľudmila Várossová
- Střih: Maximilián Remeň
- Vedoucí výroby: Viliam Čánky
- Exteriéry: Uherské Hradiště, Bratislava, Hrušov
- Premiéra: 20. březen 1986